# Tortano
Il tòrtano è un prodotto della cucina napoletana. Si tratta di un pane salato, tipico del periodo pasquale.

## Descrizione
Il tortano è molto simile al casatiello: la principale differenza è l'utilizzo delle uova (nel casatiello sono posizionate anche nella parte superiore e non solo sode e a pezzettini nell'impasto come nel tortano). Una volta il tortano era privo dei vari insaccati che si trovano nel casatiello. Oggi, comunque, quella distinzione è scomparsa.